# Rieky Wijsbek

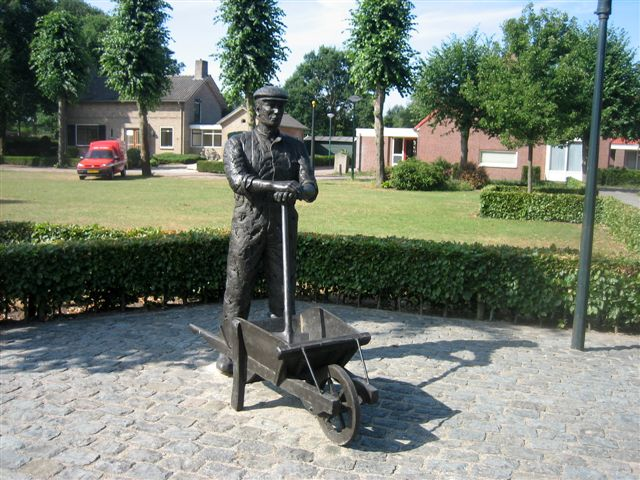
De Peelwerker in Landhorst

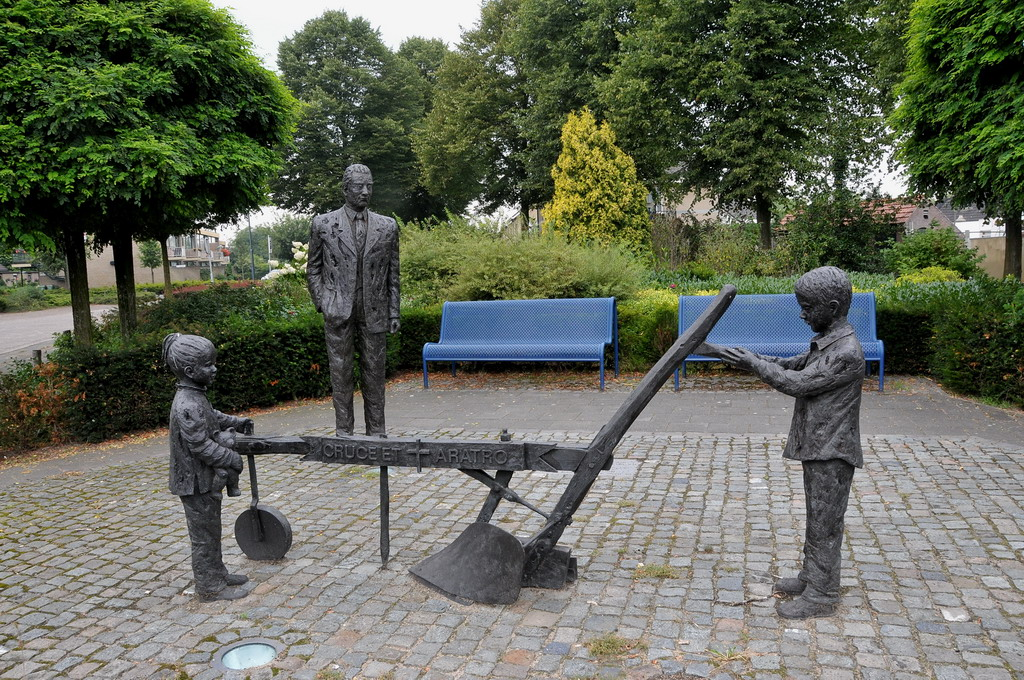
De Hand aan de Ploeg Slaan in Boekel

Rieky Wijsbek – Lammers (1940 – Lieshout, 19 oktober 2008) was een Nederlands beeldhouwster.

## Leven en werk
Rieky Wijsbek maakte beelden en beeldengroepen van brons. Haar werken zijn te zien in de openbare ruimte van diverse plaatsen.
De kunstenares leefde en werkte in Lieshout.

## Werken (selectie)
- Keizerin Maria (1988), D'oude Huys in Helmond
- Het Nonneke (1990), Franciscushof in Lieshout
- De Peelwerker (1995), Landhorst
- De Hand aan de Ploeg Slaan (1996), Boekel